# بمبديون بوناري
بمبديون بوناري (الاسم العلمي:Bembidion bonariense) هو نوع من الحشرات يتبع جنس البمبديون من فصيلة الخنافس الأرضية.